# Света Троица (Трооло)
Вижте пояснителната страница за други значения на Света Троица.
„Света Троица“ (на македонска литературна норма: „Света Троица“) е късновъзрожденска православна църква в пробищипското село Трооло, източната част на Република Македония. Част е от Брегалнишката епархия на Македонската православна църква – Охридска архиепископия.
Църквата е изградена в 1901 година. Не е изписана. Ктиторският надпис гласи:
| „ | 1901 г. Февруари 23-й Во славу светѣй единосущней и животворѧщей нераздѣлней Троицѣ Отца и Сина и св. Духа Обновисѧ сей храмъ Светаѧ Троица со изждивениемъ общо ктитори и приложници Стоѧнъ Доне Носеви Ефремъ Наумъ Тасо Петрушъ Коцо Бочваровъ ѿ Щипъ Дедо Андо Пано Трайчо село Трохалъ | “ |

## Галерия
- Надписът над входната порта
- Изображение на Светата Троица над входната врата
- Иконостасът на църквата
- Камбанарията на църквата